# Ян Илинь
Ян Или́нь (кит. упр. 杨伊琳, пиньинь 	Yáng Yīlín; род. 26 августа 1992) — китайская гимнастка. На Олимпийских играх 2008 в Пекине завоевала золотую медаль в командном первенстве (в составе сборной КНР) и две бронзовые медали — в абсолютном личном первенстве и на брусьях. Абсолютная чемпионка Китая 2007 года. Неоднократная медалистка Чемпионатов мира, включая бронзу в упражнении на брусьях в 2007 году.